# A Pele do Ogro
A Pele do Ogro é um romance escrito por Miguel M. Abrahão  e publicado em 1996 no Brasil  e republicado em 2025 O romance teve duas continuações: "O Strip do Diabo" e " A Sombra da Medusa".

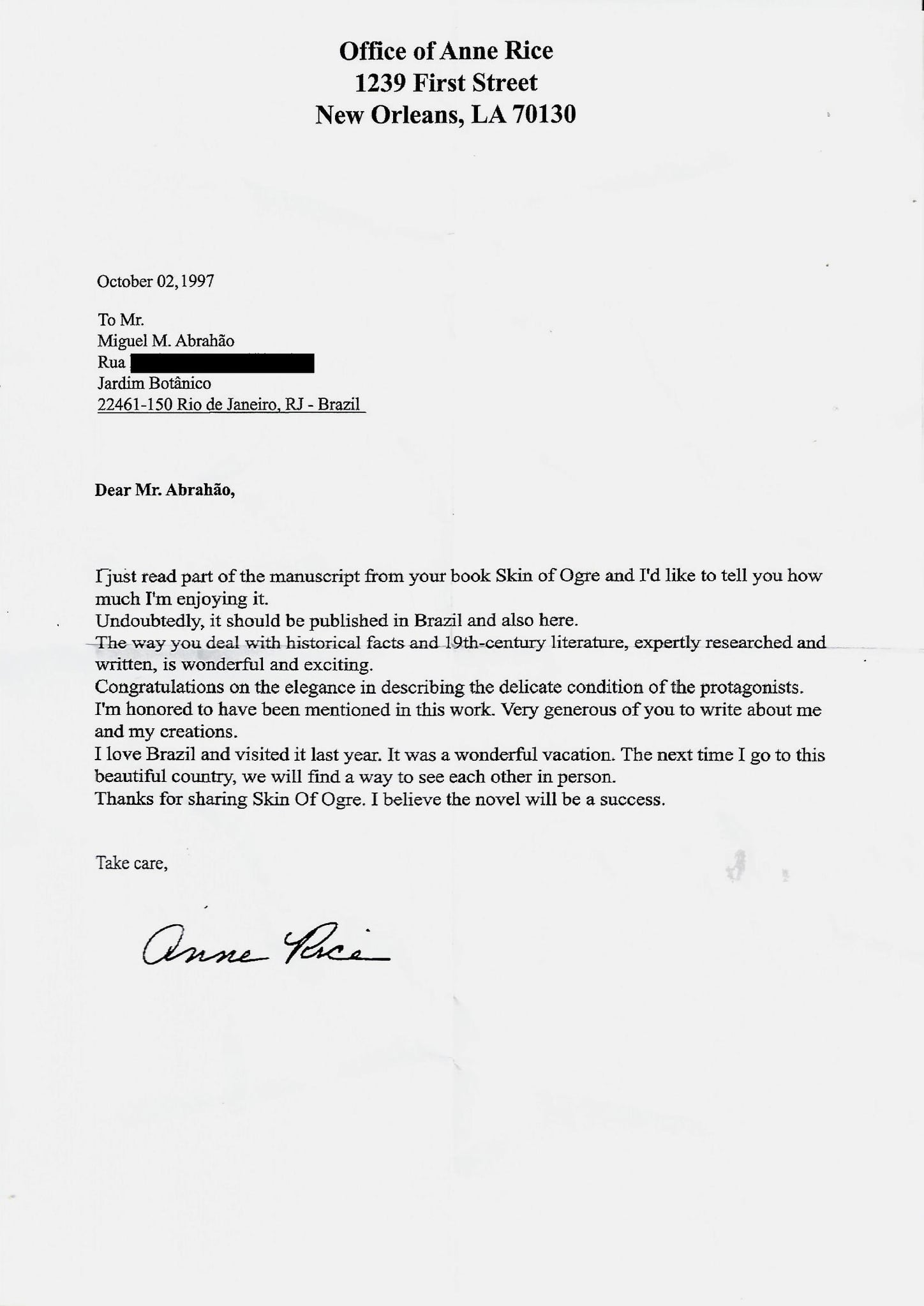
Anne Rice e A PELE DO OGRO

## Trama
Uma jornada através do tempo e da obsessão 
Em um motel à margem da Rodovia Presidente Dutra, nos dias atuais, a jovem garota de programa Lívia sente-se inexplicavelmente perturbada após um encontro com seu mais recente cliente, o enigmático André Duroseille. Algo nele desperta sentimentos que ela jamais experimentou antes — uma atração avassaladora que a consome por completo.
André, percebendo seu fracasso em mais uma tentativa de libertar-se de sua condição, decide revelar à jovem o fardo que carrega há muitos anos. Diante de uma Lívia inicialmente cética, ele, obstinadamente, alega ser imortal, tendo vivido cento e cinquenta anos em um corpo eternamente jovem .
Com voz pausada, André narra sua suposta juventude em Lyon, na França do século XIX. Descreve sua paixão pela doce Claire, cuja vida foi brutalmente interrompida pelo padrasto, Pierre Labatut — um homem que nutria uma obscura obsessão pelo próprio André. Ao recusar as investidas depravadas de Pierre, André testemunhou o horror: em um acesso de fúria, o homem assassinou a enteada e a esposa, ateando fogo à residência antes de desaparecer entre as chamas devoradoras.
Acusado injustamente pelos crimes, André foi encarcerado em Lyon. Foi na prisão que conheceu Gaston, um detento aparentemente insano que lhe revelou, entre sussurros e olhares febris, a existência de Lídia, a Romana — nome que já provocava calafrios em Claire e sua mãe..
"Lídia é a mestra! O Ser primordial! Aquela que concede o prazer supremo! A que existe além da existência!" — declarava Gaston com fervor quase religioso. "Ela nos acompanha desde os primórdios da humanidade e permanecerá até que o próprio cosmos se desintegre. Embora encarne como Lídia, a Romana, ela é simultaneamente todas as mulheres e nenhuma. Uma verdadeira deusa entre mortais."
Seduzido por uma promessa aos escolhidos por Lídia, André inicia uma peregrinação obsessiva em sua busca. Mesmo casado e pai de um filho pequeno, ele não consegue resistir ao chamado. Sua jornada tortuosa o leva a cruzar caminhos com figuras históricas marcantes: Bram Stoker, a Rainha Vitória, o poeta Paul Verlaine e seu tempestuoso amante Arthur Rimbaud. Durante esses anos, forma profundas amizades com os escritores Oscar Wilde e Émile Zola — todos, de alguma forma, igualmente fascinados pela aura de Lídia, por sua beleza atemporal, poder magnético e misteriosa riqueza .
Neste período turbulento, André reencontra seu irmão há muito desaparecido, que o odeia visceralmente por causa de Lídia. Ao mesmo tempo, em uma trágica ironia do destino, ele também perde a esposa e o filho em um incêndio de origem suspeita. No entanto, nada disso abala a sua determinação — sua obsessão por Lídia transcende qualquer outro sentimento ou lealdade.
Quando finalmente a encontra, André descobre, perplexo, que não era apenas ele quem a buscava — Lídia também o aguardava ansiosamente ao longo dos séculos.
"Você é aquele por quem tenho procurado através das eras, sussurra ela com uma voz que carrega o peso de milênios. "Mas precisava esperar até que completasse trinta e cinco anos. Meu Antínoo, meu eterno amor!"
Entre eles estabelece-se um vínculo de intensidade avassaladora, quase patológica,  e  o preço a pagar revela-se exorbitante: vê seus amigos mais próximos e todos aqueles a quem ama sucumbirem a processos judiciais, falsas acusações e exílios impostos pelas intrigas de Lídia e pela proteção de seu segredo milenar.
André Duroseille torna-se, involuntariamente, figura central em alguns dos mais controversos episódios históricos do século XIX: o julgamento de Oscar Wilde e o Caso Dreyfus — eventos minuciosamente reconstruídos na narrativa com precisão histórica e profundidade psicológica.
À medida que os anos se transformam em décadas, a relação apaixonada entre André e Lídia começa a deteriorar-se, corroída pela crescente desconfiança. Estaria Lídia manipulando os acontecimentos trágicos ao seu redor? Seria ela capaz de eliminar qualquer pessoa que ameaçasse sua possessão exclusiva sobre André?
A morte suspeita de Émile Zola, o confinamento cruel de Alfred Dreyfus na Ilha do Diabo e o desaparecimento sistemático de todos os seus entes queridos levam André a uma conclusão devastadora: para destruir Lídia e seu poder, existe apenas um caminho possível — deixar de amá-la completamente.
Porém, como abandonar um amor que transcende séculos e a própria natureza humana? E, mais perturbador ainda: seria possível que Lívia, a jovem prostituta do presente, fosse mais do que aparenta em seu inesperado encontro com André?

## Análise da Obra
A Pele do Ogro é uma aventura histórica e literária e mitológica, onde o leitor, juntamente com os personagens André Duroseille e Lídia Visconti Sforza, é levado a uma revisão dos parâmetros que regiam a sociedade passada e às restrições ideológicas e antissemitas do século XIX, fato que se vê principalmente nas cenas relacionadas com o governo francês e alemão, e no trágico processo contra Alfred Dreyfus. A Pele do Ogro é uma obra que revoluciona por ter sido elaborada com extrema precisão, tendo em vista a visão máxima e rica em detalhes de uma realidade histórica passada .

## Título da Obra
Relaciona-se a fictícia canção infantil que André Duroseille, o protagonista, ouvia da mãe quando pequeno:
Três garotinhos desobedientes passeavam alegres na floresta.
Um deles o ogro pegou e cozinhou para a festa!
Dois garotinhos desobedientes punham fogo num barril.
Um deles o ogro pegou e o afogou num imundo e poluído rio.
Um garotinho desobediente se arrependeu e chorou.
Dele, o ogro fingiu se apiedar e, sadicamente, o enganou!.

## Tempo histórico
O romance tem como pano de fundo a 2ª metade do século XIX, uma época marcada pelos contrastes de uma Revolução tecnológica versus o crescimento das superstições e preconceitos. 

## Tempo diegético
Na narração da obra, a cronologia da ação, quer sejam eventos reais ou ficcionais, data entre 1848 e 1929 (81 anos), iniciando com o nascimento de André Duroseille e terminando com o alvorecer do século XX .

## Tempo do discurso
O modo como flui a cronologia da ação (tempo diegético) é, na maior parte do romance, linear, tendo, porém, algumas anacronias, tais como a analepse, a prolepse, utilizada, por exemplo, para narrar os sofrimentos de Oscar e Dreyfus, e a elipse, utilizada na descrição do período em que André procurou Lídia durante 17 anos; ou, ainda, na presença do narrador/protagonista, através dos seus comentários, juízos críticos, registros de língua e referências ao século XIX

## Espaço físico
O cenário da obra tem vários macroespaços:
- França: país predominante na história, cujos microespaços são:
- Lyon: cidade da infância e adolescência de André;
- Paris: cidade da juventude e da fase adulta de André, onde ele viverá momentos que aumentarão suas desconfianças com relação à Lídia: o nascimento do antissemitismo e o Caso Dreyfus.
- Alemanha:
- Berlim: cidade onde André conhece o marechal Bismarck que, por suas observações, deixará André obcecado por encontrar-se com Lídia, a Romana.
- Itália:
- Roma: cidade onde André terá seu encontro com Lídia.
- Siena: cidade onde ocorre o Pálio de Siena e será o cenário onde André despertará para suas desconfianças acerca da amada.
- Escócia:
- Edimburgo: cidade onde André conhecerá o segredo da imortalidade dos celtas.
- Inglaterra:
- Londres: cidade onde se desenrolará sua amizade com Oscar Wilde e o processo a que foi submetido o escritor.
- Rússia:
- Moscou: cidade onde André conhece uma antiga amiga de Lídia e que o fará desconfiar ainda mais da amante[6].

## Personagens fictícios
- André Duroseille: Narrador da história. 158 anos de idade. Belo e deprimido. Em sua longa jornada solitária precisa encontrar alguém que não o ame para poder dar um fim à sua existência e ao seu sofrimento.
- Lídia Visconti Sforza: conhecida como a Romana. Idade indefinida. Bela e atraente. Seduz a todos que, na maioria das vezes, se matam por ela e em nome dela. Tem poder e influência a ponto de desencadear acontecimentos históricos que abalaram a Europa no século XIX. É apaixonada por André, a quem dá a imortalidade.
- Lívia: simplesmente Lívia. Garota de programa. 18 anos. É a interlocutora durante a narrativa feita por André. Sente-se atraída por ele assim que o vê. Entra em desespero quando percebe que irá perdê-lo após o ato sexual e não se preocupa quando ele a ameaça, dizendo que irá morrer, se persistir em ficar ao seu lado.
- Paolo: enteado de André, que o adota por sentimento de culpa quando da morte dos pais do garoto. Será criado pelo protagonista como filho e se oporá à relação do pai adotivo com Lídia, tornando-se um obstáculo para ela e levando o casal a várias separações.
- Gaston: lunático, aprisionado na mesma cela de André. É ele quem aguça o desejo do protagonista em conhecer a poderosa e secular Lídia. Mesmo após sua morte, reaparecerá para André com enigmas e enigmas...
- Claire: Primeiro grande amor de André. Pobre e indefesa, dominada pelo terror que lhe impõe o padrasto, Pierre Labatut, homem obcecado por Lídia, a Romana. Após sua morte, reaparecerá ao longo da história sempre alertando André sobre os perigos que o cercam através de enigmas que ele não pode ou não quer decifrar.
- Pierre Labatut: padrasto de Claire. Nutre um sentimento estranho por André e afirma sempre que já perdera um Duroseille na vida e não renunciaria ao outro, o que lhe sobrou. Desaparece em meio às chamas que ele mesmo provocou em seu casebre.
- Henry Duroseille: irmão de André. Desaparece ainda jovem e retornará, anos depois, doente e com ódio mortal do irmão por Lídia desejá-lo.
- Carlo: criado fiel de André. Uma das necessárias vítimas de Lídia.
- Francesco e Gina: casal de italianos jovens, pais de Paolo. Primeiras vítimas necessárias de André.
- Blanche e Henry: mulher e filho de André. Mortos em um incêndio em Roma.
- Stéfano: cavaleiro de Siena. Arrogante, supostamente mata-se por Lídia e provoca em André as primeiras desconfianças sobre o caráter da amante.
- Estelle: mulher obsessiva, apaixonada por André. Desencadeia a fúria e a desconfiança de Lídia.
- Alice: criada de Marguerite, amante do general Boulanger. É escolhida para ser noiva de André Duroseille [6]

## Personagens históricos (principais)
- Oscar Wilde: escritor inglês, amigo de André e constantemente ironizado e desprezado por Lídia, que lhe inspira o romance "O Retrato de Dorian Gray". Envolve-se em escândalo sexual, o qual, aparentemente, teria sido desencadeado por Lídia, a Romana.
- Alfred Douglas ou Bosie: amante de Wilde.
- Robbie Ross: primeiro amante de Wilde. Aliado de André na luta pela absolvição do amigo comum Oscar.
- John Douglas, 9.º Marquês de Queensberry: pai de Bosie. Responsável por desencadear o processo que condenou Wilde.
- Otto Von Bismarck: líder alemão. Tem fascinação por Lídia e aguça a curiosidade de André por essa mulher.
- Alfred Dreyfus: Oficial francês, acusado pelo governo de ser espião alemão, e detestado por Lídia pelo fato de ser judeu.
- Mathieu Dreyfus: amigo de André. Empreende uma verdadeira cruzada para provar a inocência do irmão Alfred.
- Émile Zola: Escritor francês, amigo de André.
- Bram Stoker: Escritor inglês. Tem a função de fazer os primeiros contatos com André a mando de Lídia.
- Paul Verlaine: escritor francês, rival de Lídia.
- Arthur Rimbaud: escritor francês, amante de Verlaine e amigo de Lídia.
- André Gide: Escritor francês. Envolve-se com forças misteriosas para prejudicar André Duroseille.
- Anna Ulianova: irmã de Lênin. Aproxima André de Sofia e de sua filha Olga, a quem André adotará, mais tarde.
- Catarina Breshkovsky: revolucionária russa, amiga de Lídia. Fará revelações que deixarão André certo de que a amante está por detrás de todos os problemas que afligem a Europa.
- Tenente-coronel Georges Picquart: militar francês, amigo de André. Acredita e tenta provar a inocência de Alfred Dreyfus.
- Alberto Santos Dumont: Balonista, amigo de Paolo.
- Isabel, Princesa Imperial do Brasil: ex-herdeira do trono brasileiro [7].